# Kriechender Günsel
Der Kriechende Günsel (Ajuga reptans), auch Guldengünsel genannt, ist eine Pflanzenart aus der Gattung Günsel (Ajuga) innerhalb der Familie der Lippenblütler (Lamiaceae).

## Beschreibung

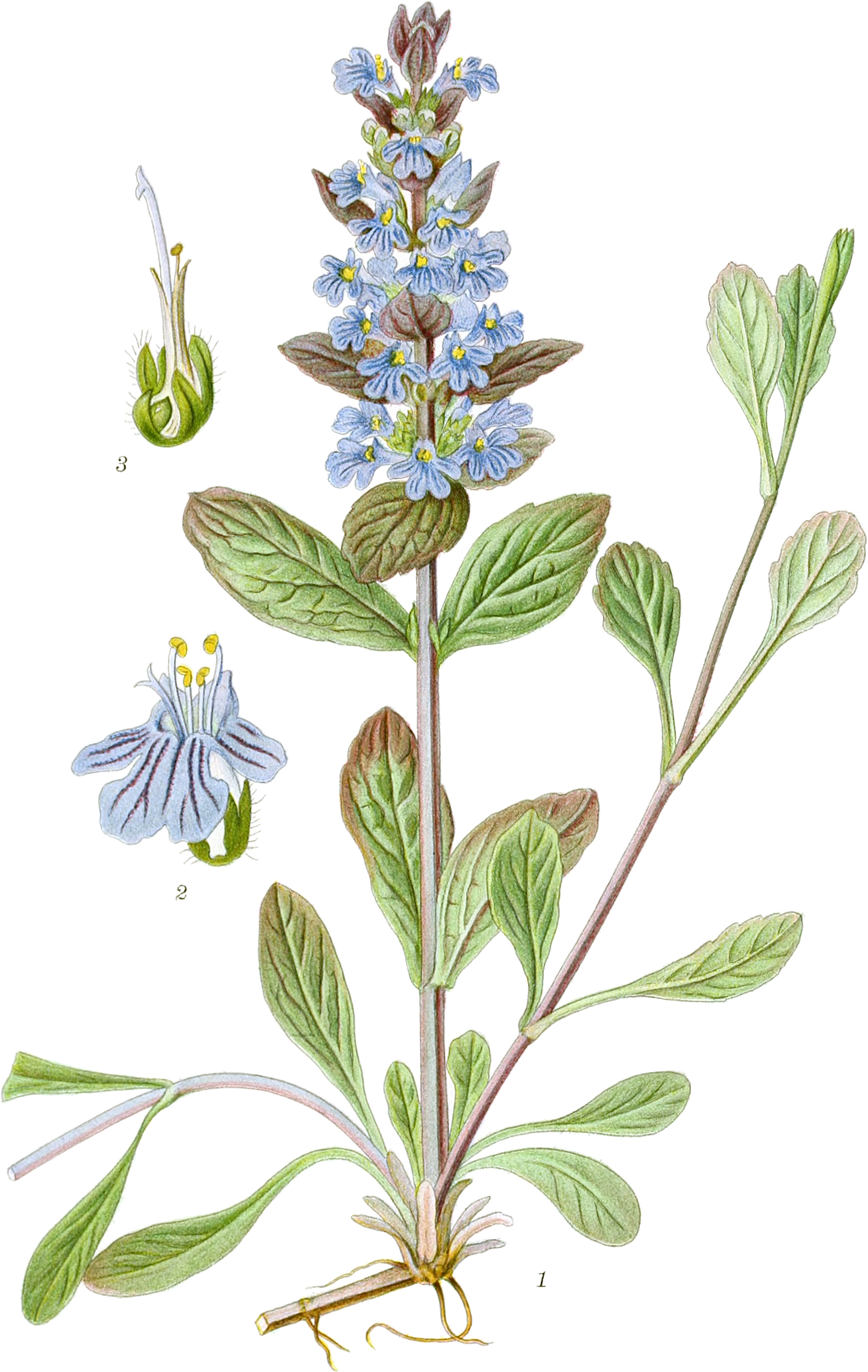
Illustration

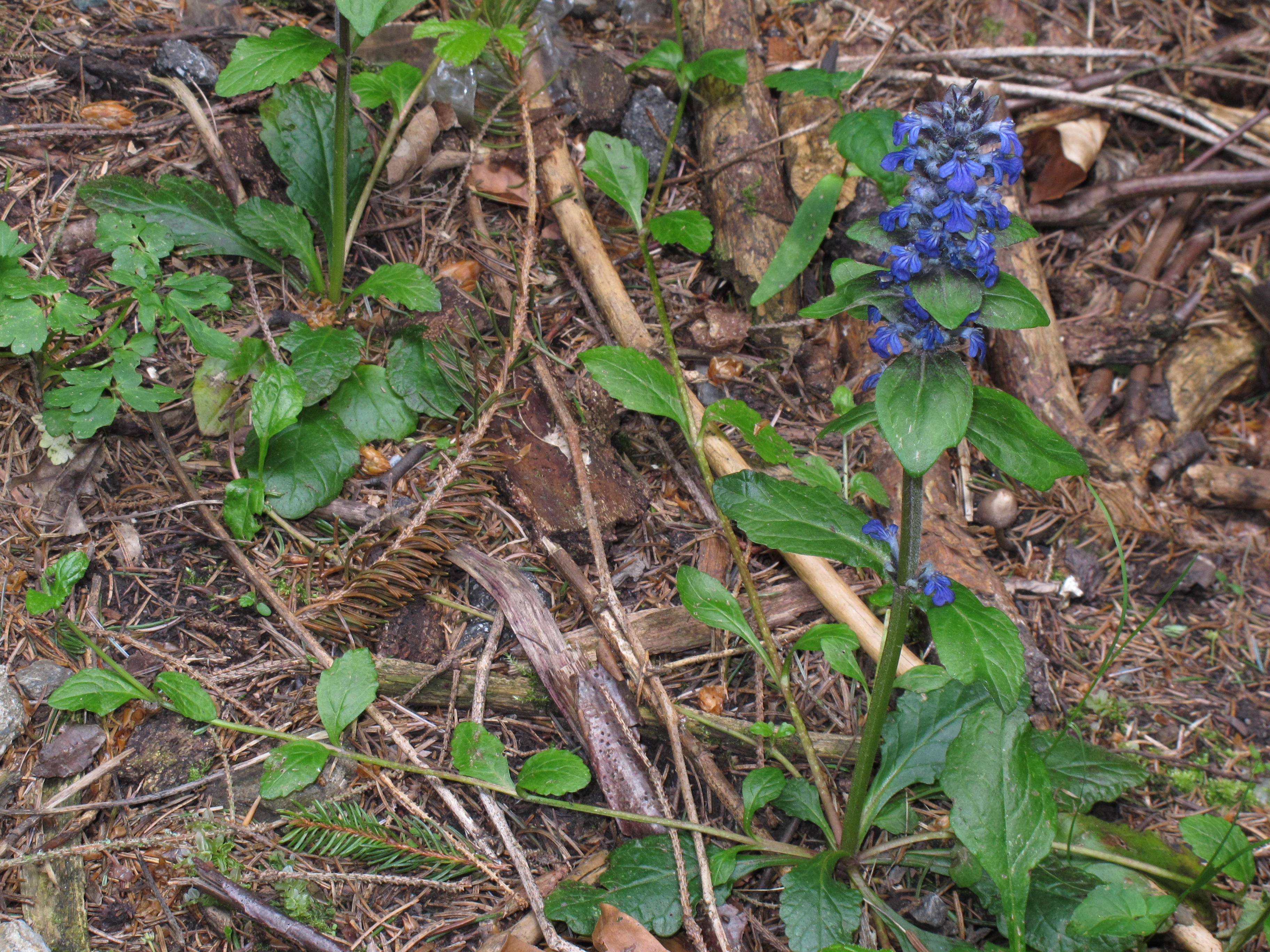
Kriechender Günsel mit Ausläufern

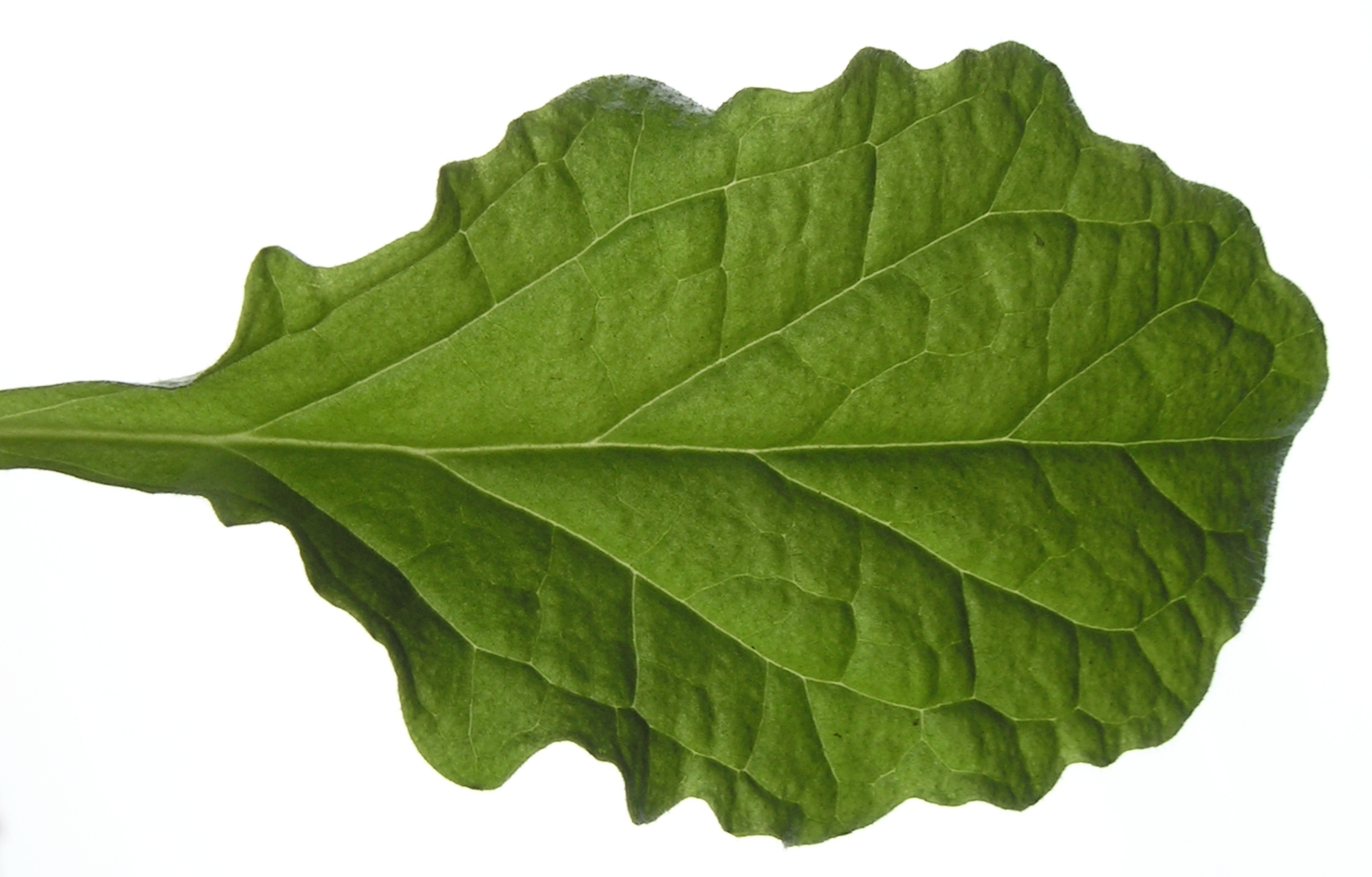
Einfaches Laubblatt

Blütenstand

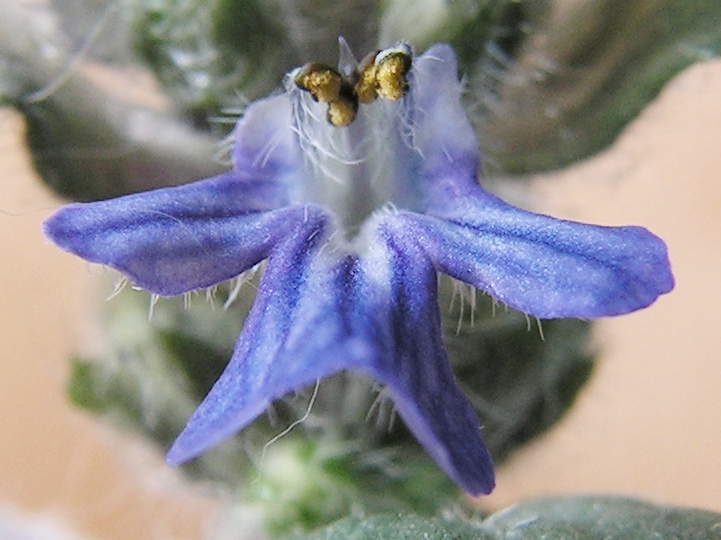
Zygomorphe Blüte im Detail

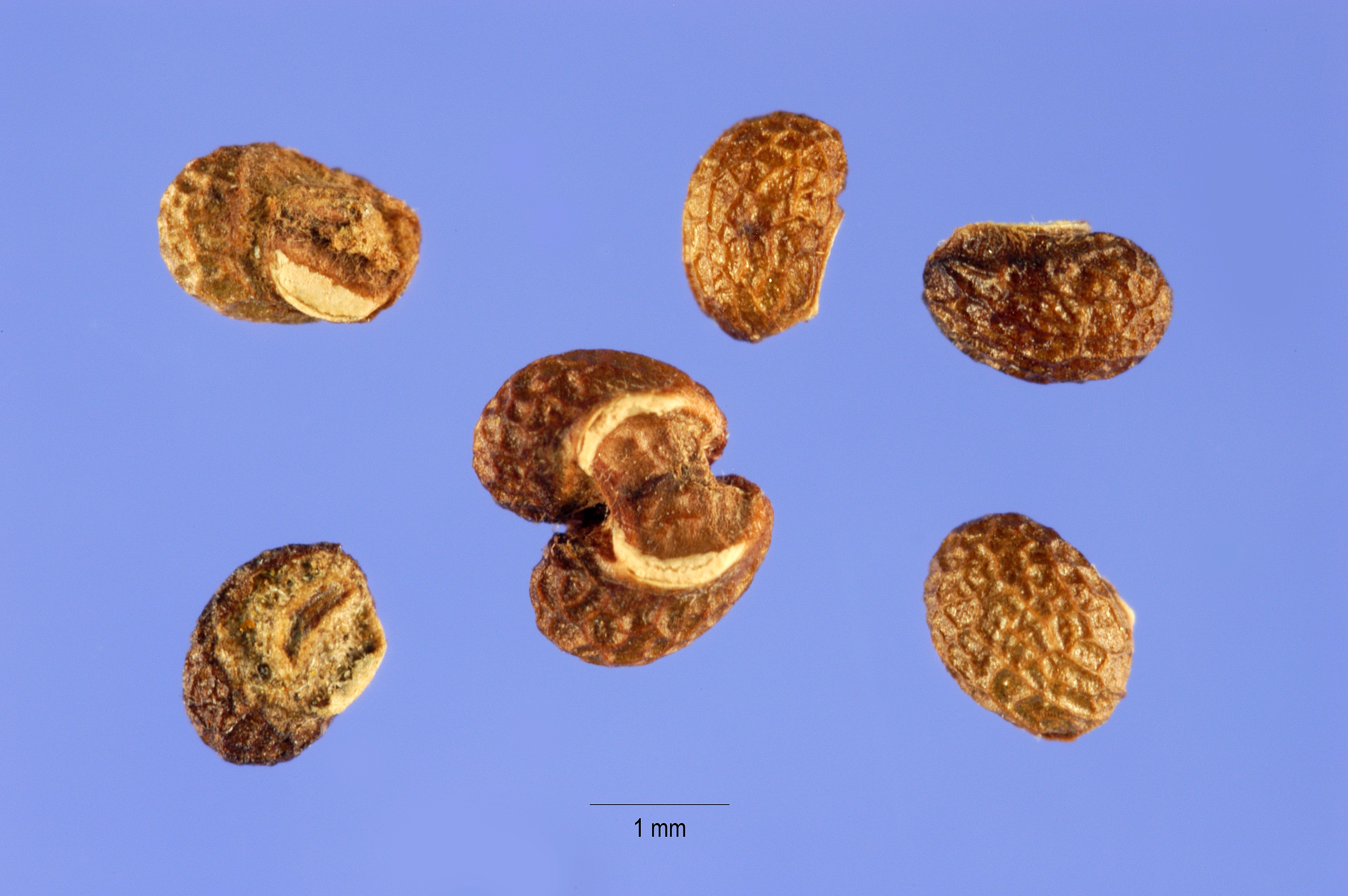
Klausen

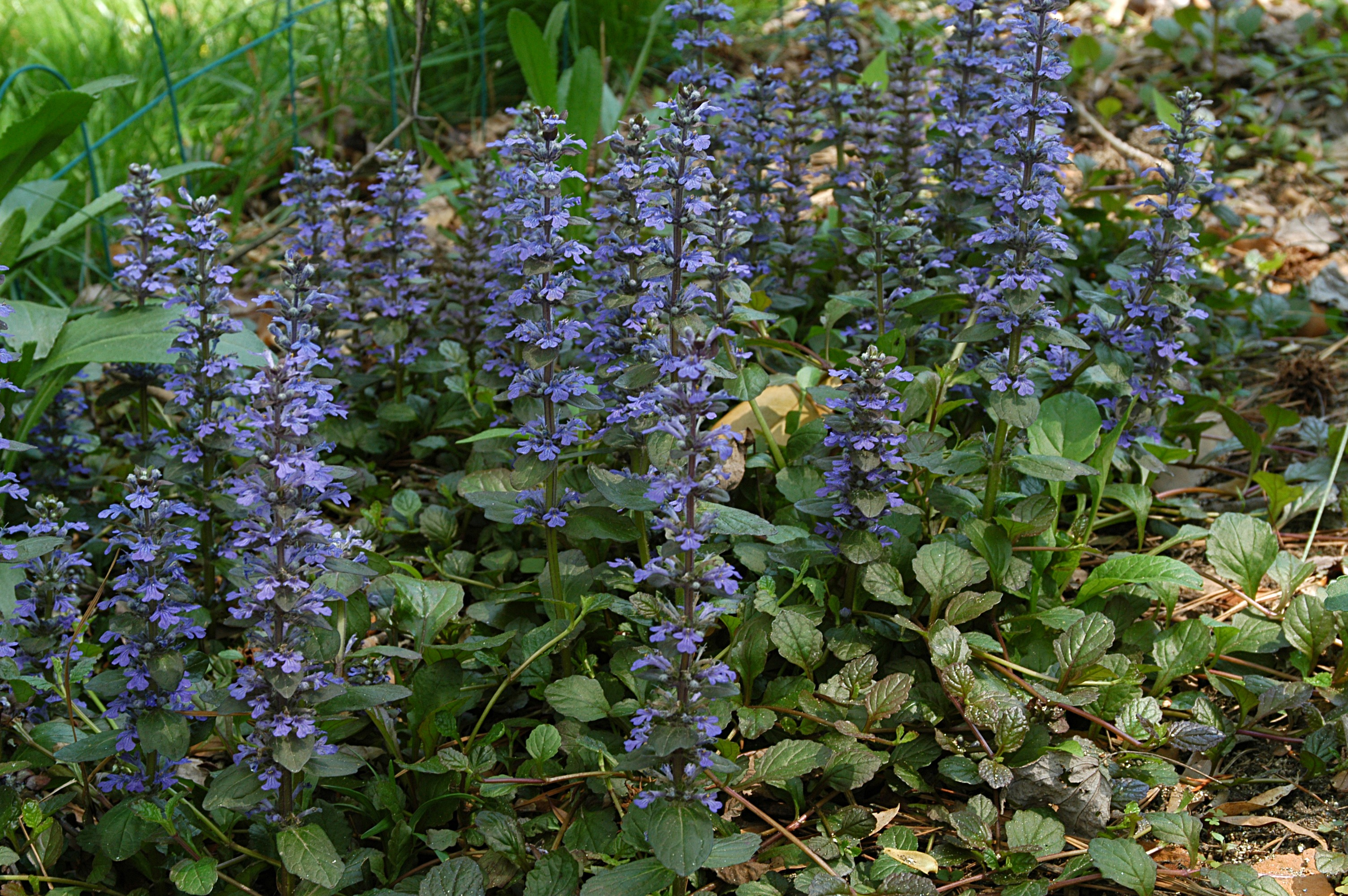
Habitus im Habitat

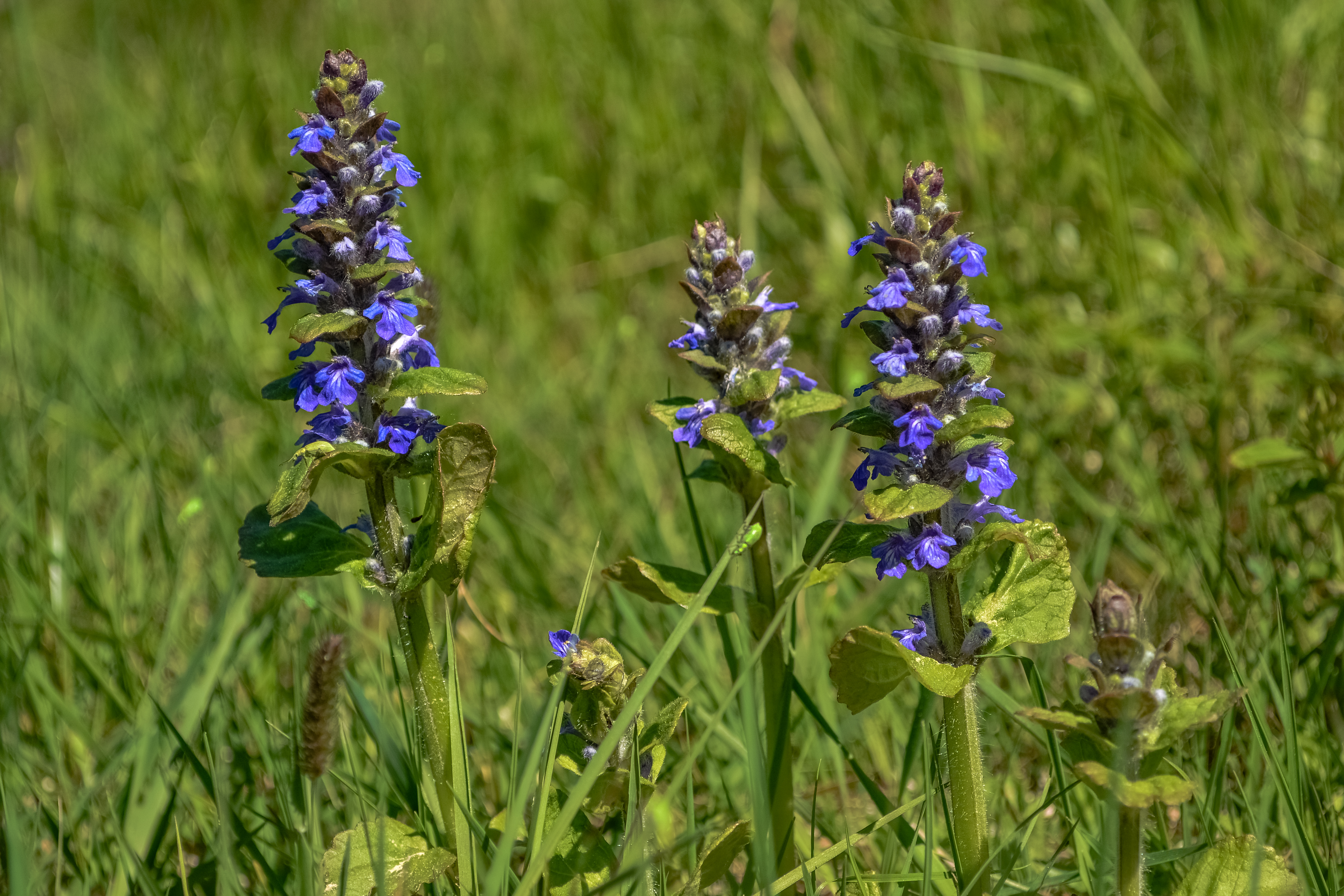
Slowakei, Hohe Tatra

### Vegetative Merkmale
Der Kriechende Günsel ist eine ausdauernde krautige Pflanze, die Wuchshöhen von 10 bis 30 (bis 50) Zentimeter erreicht. Sie besitzt ein kurzes, kräftiges Rhizom und lange Ausläufer, die sich nur an den Endknoten bewurzeln.
Nur eine im Gebirge auftretende Varietät (var. alpina (Vill.) W.D.J.Koch) hat keine Ausläufer. Der meist aufrechte Stängel ist vierkantig, unten rot-violett überlaufen und im oberen Bereich ringsum oder nur zweizeilig flaumig behaart.
Die Laubblätter sind in grundständigen Rosetten und gegenständig am Stängel verteilt angeordnet. Die gestielten Laubblätter sind eiförmig-spatelig und oberseits glänzend. Der Blattstiel nimmt ein Viertel bis die Hälfte der Blattlänge ein. Die Blätter sind 4 bis 8 (bis 12) Zentimeter lang und 1 bis 3 (bis 5) Zentimeter breit. Sie sind meist wellig bis seicht gekerbt oder fast ganzrandig, runzelig und beiderseits oder nur unterseits kurz rauhaarig. Es sind wenige Stängelblätter vorhanden, manchmal trägt schon das unterste, spätestens aber das drittunterste Paar Blüten.

### Generative Merkmale
Die Blütezeit reicht von April bis Juni, selten blühen einzelne Pflanzenexemplare auch noch später. Die Blüten stehen in 3- bis 6-blütigen Zymen, die zu zweit einen Scheinquirl bilden. Vier bis 8 Scheinquirle, von denen die untersten entfernt stehen und die oberen zusammengedrängt sind, bilden zusammen einen scheinährigen Blütenstand. Die Tragblätter sind einfach.
Die zwittrigen Blüten sind zygomorph und fünfzählig mit doppelter Blütenhülle. Die Blütenkronen sind meist blau gefärbt mit helleren Streifen, seltener rosafarben oder weiß (Albino). Eine Besonderheit der 1 bis 1,5 Zentimeter langen Blütenkronen ist die scheinbar fehlende, aber tatsächlich vorhandene aber winzige Oberlippe. Die Blüten sind sehr kurz gestielt; der Kelch ist glockig, mehr oder weniger rauhaarig und zur Fruchtzeit nur wenig vergrößert. Die Kelchzähne sind dreieckig und etwas so lang wie die Kelchröhre. Die Kronröhre ist lang und gerade, sie ist außen flaumig behaart und hat innen tief unter den Staubblättern einen weißen Haarkranz. Die Kronoberlippe ist kurz zweispitzig. Die Unterlippe ist halb so lang wie die Kronröhre, tief dreilappig mit ausgerandetem Mittellappen. Die Staubblätter sind fast gleich lang und tragen gelbe Staubbeutel. Typisch für Lippenblütler werden vierteilige Klausenfrüchte gebildet, die in vier einsamige Teilfrüchte zerfallen (Bruchfrucht). Sie sind eiförmig, etwa 2 Millimeter lang, sehr fein netzig und haben eine fast die ganze Innenseite einnehmende, vom Elaiosom bedeckte Anheftungsfläche.
Die Chromosomenzahl beträgt 2n = 32.

## Systematik
Für Ajuga reptans (L.) gibt es folgende Synonyme: Ajuga vulgaris Rouy, Ajuga vulgaris subsp. reptans (L.) Rouy, Bugula reptans (L.) Crantz und Teucrium reptans (L.) Salisb..

## Vorkommen
Das ursprüngliche Verbreitungsgebiet des Kriechenden Günsels erstreckt sich von Europa bis zum Kaukasusraum und bis zum nördlichen Iran. In Nordafrika kommt er in Algerien und in Tunesien vor.
In Teilen Nordamerikas, in Venezuela und Neuseeland ist die Art ein Neophyt.
Der Kriechende Günsel gedeiht auf frischen, nährstoffreichen, neutralen bis mäßig sauren, humosen Lehmböden auf Wiesen, in Laubwäldern, an Waldrändern, unter Hecken und in Gärten. In Mitteleuropa wächst er oft in Arrhenatheretalia-Gesellschaften, aber auch in Fagetalia-Gesellschaften. Er ist ein Nährstoff- und Frische-Zeiger und eine Licht- bis Halbschatten-Pflanze. In den Alpen kommt er im Kanton Wallis bis in Höhenlagen von etwa 2000 Metern vor.   In den Allgäuer Alpen steigt er auf dem Südwestgrat des Diedamskopfs in Vorarlberg in eine Höhenlage von bis zu 1800 Meter auf.
Die ökologischen Zeigerwerte nach Landolt et al. 2010 sind in der Schweiz: Feuchtezahl F = 3 (mäßig feucht), Lichtzahl L = 3 (halbschattig), Reaktionszahl R = 3 (schwach sauer bis neutral), Temperaturzahl T = 3+ (unter-montan und ober-kollin), Nährstoffzahl N = 3 (mäßig nährstoffarm bis mäßig nährstoffreich), Kontinentalitätszahl K = 3 (subozeanisch bis subkontinental).

## Ökologie
Blütenbesucher sind hauptsächlich langrüsselige Bienen und Hummeln, aber auch Schwebfliegen und Schmetterlinge.

## Inhaltsstoffe
Wichtige Inhaltsstoffe sind:
- Iridoidglycoside:[6] 8-O-Acetyl-Harpagid (Hauptmenge in dieser Gruppe), Harpagid, Ajugol, Ajugosid, Reptosid
- Phenolsäuren:[7] Kaffeesäure, p-Cumarsäure, Ferulasäure
- Phenylethanoid-Glycoside: Teupoliosid[8]
- Flavonoide und deren Glycoside:[7] Quercetrin (ein Glycosid des Quercetins), Luteolin, Apigenin
- Polyphenole:[9] z. B. Tannine
- Neo-Clerodan-Diterpenoide[10]
- Anthocyane:[8] Cyanidin
- Phytoecdysteroide[8]

## Nutzung

### Zierpflanze
Kriechender Günsel wird auch als Bodendecker unter lichten Sträuchern und Bäumen verwendet, besonders die Variante mit metallisch glänzendem dunkelrotem Laub. Durch die langen Ausläufer wächst er oft auch in den Rasen und wird dann meistens als Unkraut betrachtet. Außerdem gibt es Zuchtformen, die z. T. geflecktes Laub haben oder weniger ausbreitungsfreudig sein sollen.

### Heilpflanze
Der Kriechende Günsel wirkt antibakteriell, antioxidativ, appetitanregend, blutdrucksenkend, entzündungshemmend, gallenflussanregend, leberstärkend, schmerzlindernd, wundheilend, verdauungsfördernd und zusammenziehend.
Ein Aufguss aus getrockneten blühenden Pflanzenteilen des Kriechenden Günsels soll getrunken gegen Rheuma, Magengeschwüre, Angina und Durchfall helfen, äußerlich angewendet gegen Hautentzündungen, Hämorrhoiden und Schleimhautentzündungen.
Für Heilzwecke werden die voll aufgeblühten oberirdischen Teile des Kriechenden Günsels gesammelt, die frisch oder getrocknet (Ajugae herba) verwendet werden können. Vor allem, wenn man die gesammelten Pflanzenteile trocknen möchte, sollte man sie so schonend wie möglich ernten (nicht quetschen), da es sonst beim Trocknen zur Oxidation und damit zum Verlust von Iridoid-Wirkstoffen kommt, was sich durch Schwarzfärbung während der Trocknung zeigt.
Heute wird der Kriechende Günsel für Heilzwecke selbst in der Volksheilkunde kaum noch genutzt. Dies ist erstaunlich, da der Kriechende Günsel noch vor ein paar Jahrhunderten eine bedeutende Heilpflanze war (vgl. Abschnitt Geschichte unten) und sein Potential als Heilpflanze durch aktuelle Untersuchungen belegt wird.
Die Bedeutung, die der Kriechende Günsel in früheren Zeiten als Heilpflanze hatte, zeigt sich besonders auffällig in der folgenden Zitierung aus Nicholas Culpepers The Complete Herbal aus dem 17ten Jahrhundert, die dort einer Beschreibung der Verwendung des Kriechenden Günsels als Wundheilmittel vorangestellt ist:

„If the virtues of it makes you fall in love with it (as they will if you be wise) keep a syrup of it to take inwardly, an ointment and plaister of it to use outwardly, always by you.“

Nach alten Vorschriften soll die Pflanze am besten vor Sonnenaufgang bei Neumond Ende Mai oder im Juni gesammelt werden.

### Essbare Wildpflanze
Zur Verwendung in der Küche können die jungen Blätter, die knospenden oder aufgeblühten Blütentriebe oder die Blüten genutzt werden. Der Grundgeschmack der Pflanze ist sehr streng, chicoréeartig, bitter. Sehr gut schmecken die noch geschlossenen, knospenden Blütenstände. Man sollte sie ernten, bevor sich der Blütenstand in die Höhe reckt und sich die ersten Blüten öffnen. In diesem Stadium (zapfenähnliche Form) haben sie einen angenehm chicoréeartigen Geschmack.

## Trivialnamen
Weitere Trivialnamen für den Kriechenden Günsel sind oder waren, zum Teil auch nur regional: Apfelblätter (Ens), Bilibluama (St. Gallen bei Chaster), Bimu (mittelhochdeutsch), Blawellen (Zillertal bei Fügen), Braunellen (Zillertal bei Fügen), Buggeln (Bern), Consel (mittelhochdeutsch), Cunseln (mittelhochdeutsch), gülden Günsel, gulden Güntzel (mittelhochdeutsch), blauer Gukguk (Altmark, Schlesien), Gunsel (bereits mittelhochdeutsch), Guntzel, Gutzegagel, Heilkräutlein (Schwaben), Hundzung (mittelhochdeutsch), St. Kathrinamaja (St. Gallen bei Sargans), Kriechgünsel, Lorenzkraut (Schlesien), blow Meyblume, Melcherdözen (Salzburger Alpen), Melcherstözen, Riesli (Toggenburg), Sappenkraut, Steingünsel, Wiesengünsel (Schweiz), Wiesenkräutlein, Wisskrut (mittelhochdeutsch), Wundkrut (mittelhochdeutsch), Wundecrut (mittelhochdeutsch), Wuntcrut (mittelhochdeutsch) und Zapfenkraut (Schlesien).

## Geschichte
Grimms Wörterbuch gibt für „Günsel“ folgende Erklärung:
„Gunsel, günsel, auch gunzel, günzel, ein Heilkraut, Ajuga reptans. Aus mittellateinisch, lateinisch consolida, das von consolidare ‚festmachen‘ hergeleitet ist und die dieser Pflanze zugeschriebene zusammenschweißende Kraft bezeichnet.“
Vom 13. bis 16. Jahrhundert wurden unter anderem auch folgende Heilpflanzen als consolida (lateinisch; „Festmacherin“) bezeichnet, wobei eine exakte Zuordnung nicht immer möglich ist:
- Kleine Braunelle,[19] Wald-Sanikel[20][21] und Gänseblümchen (Consolida minor).[22]
- Kriechender Günsel (Consolida media, Consolida aurea, Consolida mediocris).[23][24]
- Echter Beinwell (Symphytum officinale) und Rundblättriges Wintergrün (Consolida, Consolida maior).[25][26]
- Gewöhnlicher Feldrittersporn (Consolida regalis).[27]

Der Kriechende Günsel wurde in der ersten Hälfte des 15. Jahrhunderts in Elsässer Handschriften als „klein guntzel“ bezeichnet:

„Guntzel waſſer die kleine iſt gut den geſchurpfeten dermen. Vnd den wunden luten. Vnd iſt gut getruncken ſo eins geuellet ſo gerinnet kein blut in ime. Vnd iſt gut fur dz eſſen in dem munde dz man es do mitte weſchet.“

Hieronymus Brunschwig übernahm diese Indikationen auch in sein Kleines Destillierbuch und nannte den Kriechenden Günsel „güldin gunsel“. Vom Kleinen Destillierbuch gelangten die Beschreibungen des Kriechenden Günsels in die Kräuterbücher der Väter der Botanik (Otto Brunfels, Hieronymus Bock und Leonhart Fuchs).
Diese glaubten den Kriechenden Günsel im «chamaipitys» (χαμαίπιτυς) des Dioskurides wiederzuerkennen.

### Historische Abbildungen

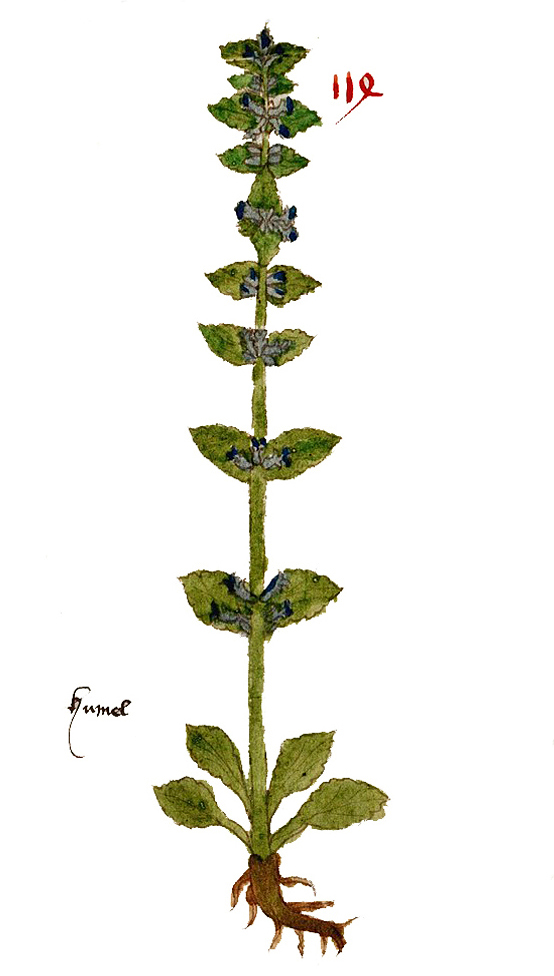
Vitus Auslasser 1479
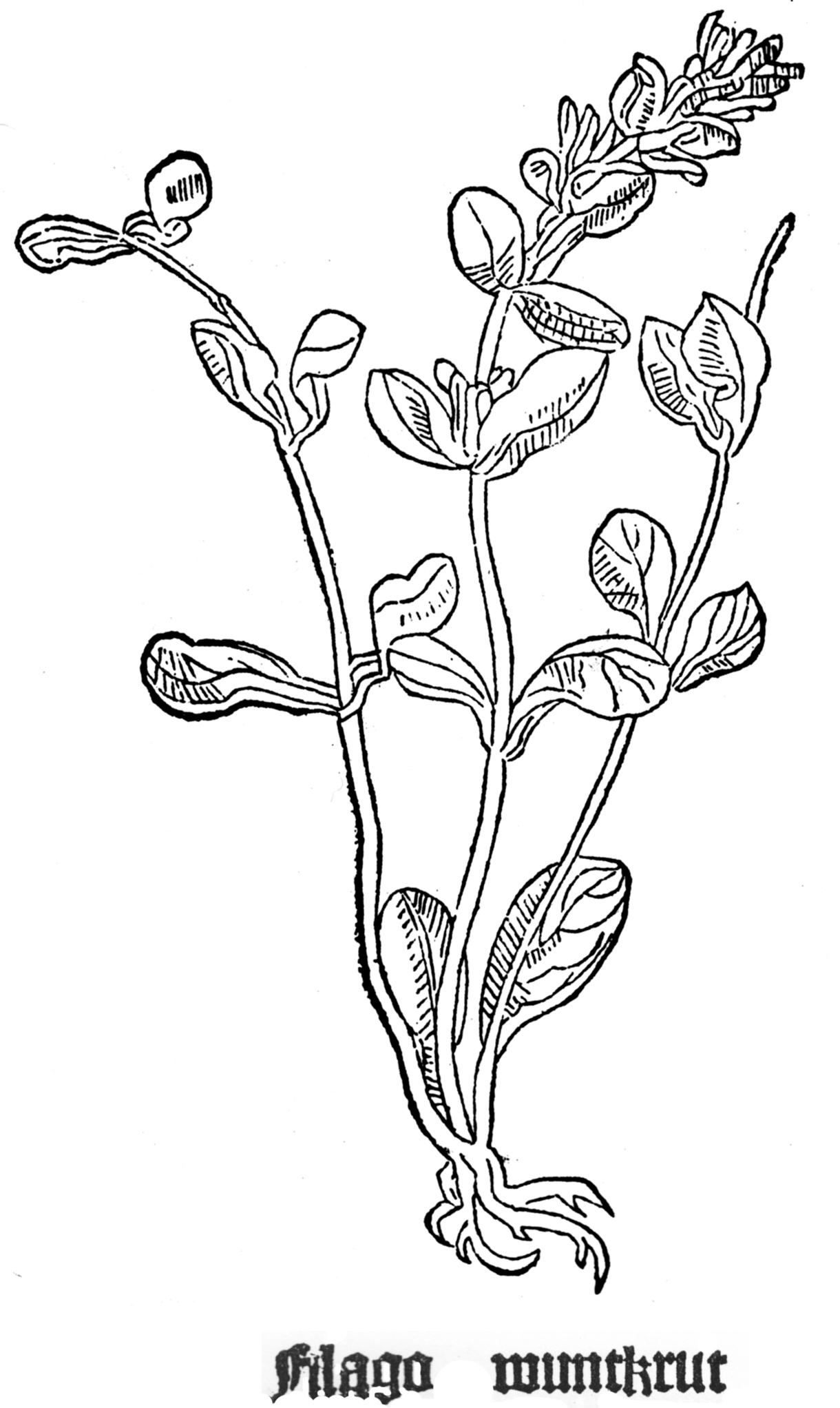
Gart der Gesundheit 1485
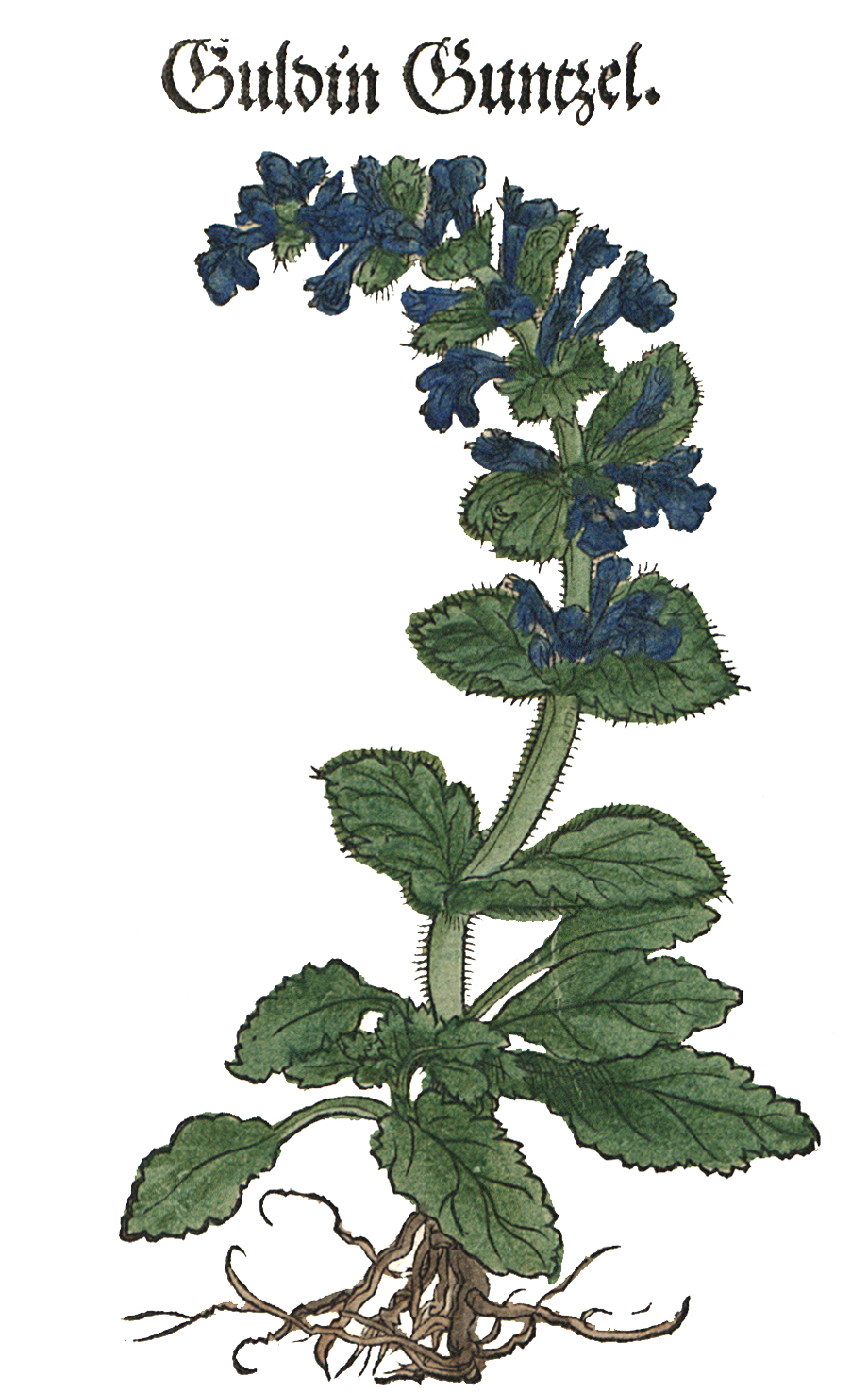
Otto Brunfels 1532
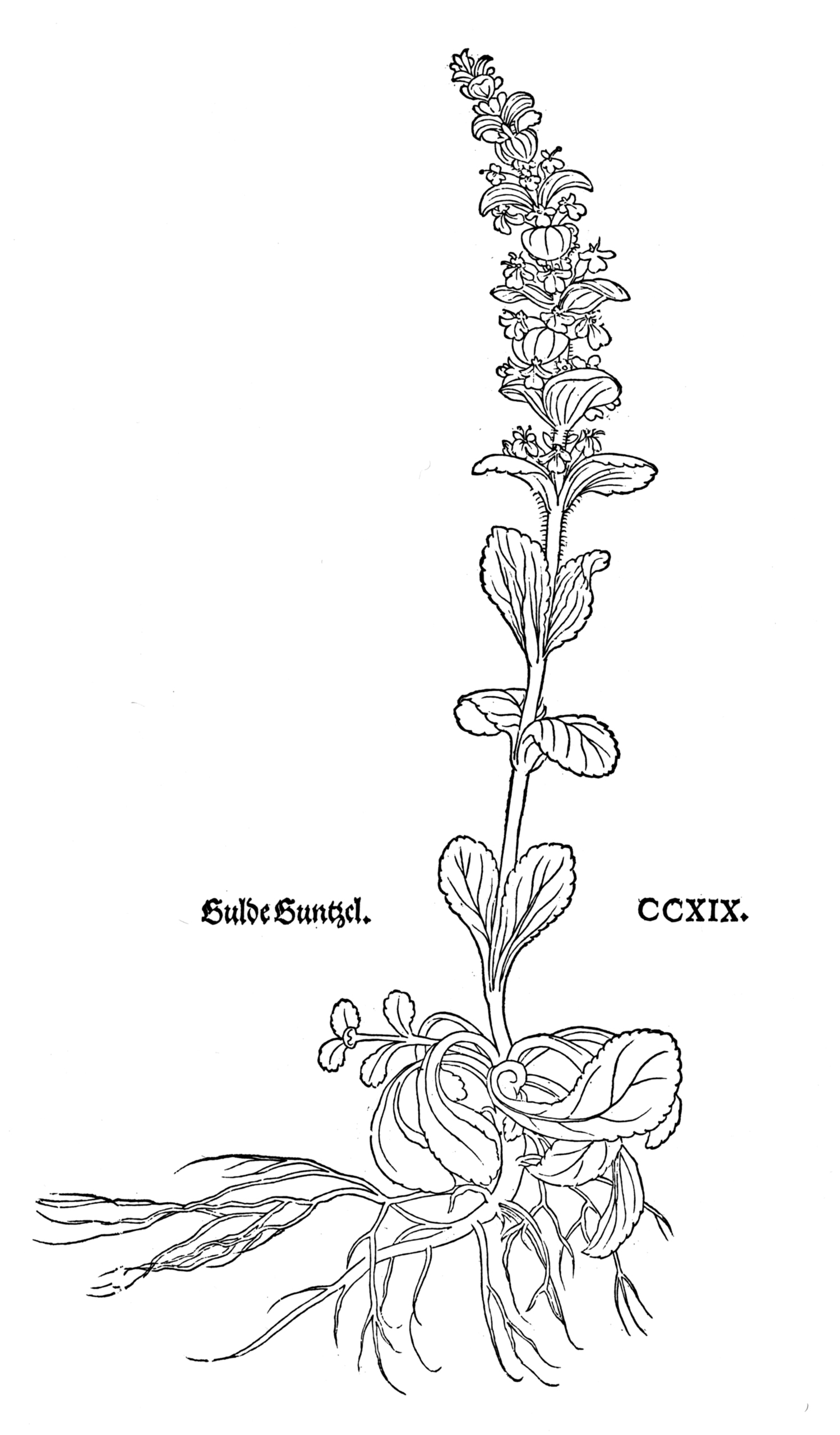
Leonhart Fuchs 1543
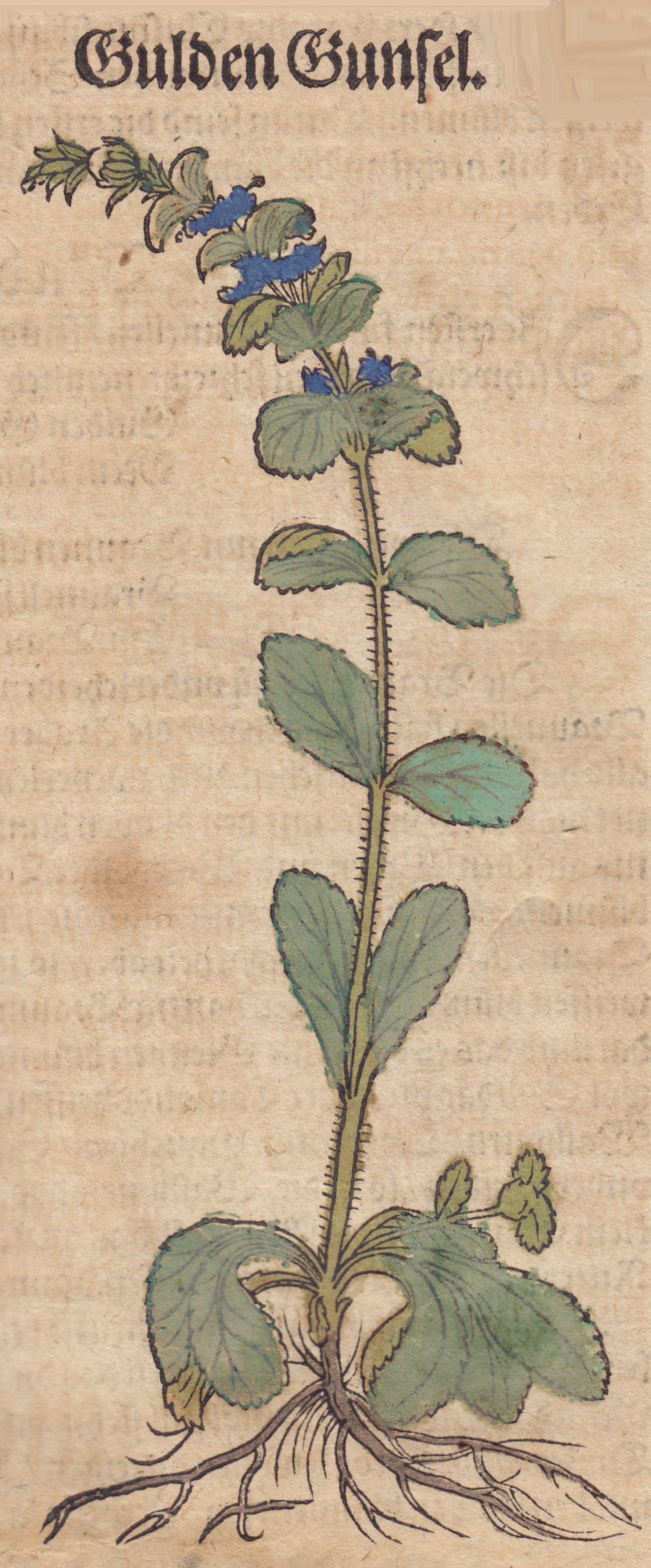
Hieronymus Bock 1546